# Замбониев столб

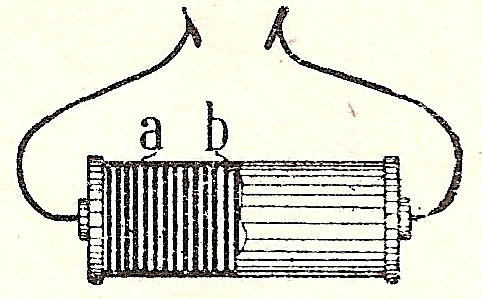
Чертёж замбониевого столба

Замбо́ниев столб, суха́я гальвани́ческая батаре́я, электростати́ческая батаре́я — электрическая батарея, изобретённая итальянским физиком Джузе́ппе Замбо́ни (Дзамбони) в 1812 году.
Представляет собой аналог вольтова столба, в котором влажные фланелевые или картонные диски, пропитанные раствором серной кислоты, заменены сухой бумагой (в которой, тем не менее, присутствует гигроскопическая влага). Классическая батарея состоит из дисков серебряной и цинковой фольги с заключённой между ними сухой бумагой. Иногда вместо металлической фольги может использоваться так называемая серебряная бумага (бумага с тонким слоем цинка с одной стороны и позолотой на другой) или бумага, у которой одна сторона посеребрена, а другая смазана суспензией оксида марганца в мёде. Диски (примерно 20 мм в диаметре) собирают стопкой, которая зажимается в стеклянной трубке с торцевыми крышками. Затем батарея обязательно изолируется от атмосферы расплавленной серой или битумом. В противном случае она выйдет из строя из-за процессов окисления уже через несколько дней. В классической конструкции батареи могут быть использованы практически любые металлы за исключением щелочных (по причине их чрезмерной химической активности).

## Характеристики
ЭДС серебряно-цинкового элемента составляет, в среднем, от 0,9 до 1,1 В. При использовании других металлов значение ЭДС будет отличаться, поскольку разность потенциалов зависит от расположения металлов в электрохимическом ряду активности. Плотность тока, однако, чрезвычайно мала и составляет порядка 10−7 — 10−8 А/см2. Сила тока прямо пропорционально зависит от площади электродов и не зависит от материала, из которого они сделаны. Для увеличения силы тока требуется либо увеличение площади электродов (электроды с развитой поверхностью), либо параллельное соединение сегментов батареи. Замбониев столб представляет собой хоть и слабый, но довольно продолжительно действующий (до 20 и более лет) химический источник тока.

## Земляная и кристаллическая батареи
Разновидностью замбониевого столба является так называемая земляная (почвенная) батарея, где роль сухой бумаги выполняет почва. В самом простейшем исполнении данная батарея представляет собой металлические листы (обычно из меди и цинка), вкопанные в землю и соединённые, как правило, смешанно. Мощности батареи хватает для питания простых радиоэлектронных схем (например, радиоприёмник 0-V-1 с усилителем низкой частоты на одном транзисторе). Иногда встречается мнение, что земляная батарея вырабатывает электричество под воздействием теллурических токов Земли. Данная точка зрения ошибочна, поскольку теллурические токи практически отсутствуют в приповерхностном слое земной коры. Кроме того, батарея перестаёт функционировать при промерзании почвы либо чрезмерном её высыхании. Кроме того, замечена зависимость мощности батареи от минерального состава почвы, что даёт основания относить земляную батарею к гальваническим элементам. Поскольку земляная батарея строится в открытом виде, срок её службы составляет несколько недель.
Существуют также варианты, когда вместо почвы используется цемент или различные соли (чаще квасцы или свинцовый блеск). Если соль водорастворима, то её раствором обычно пропитывают бумагу и после сушки используют при составлении элемента. Данный вариант получил название «кристаллическая батарея».

## Применение
Сегодня сухая гальваническая батарея нигде не применяется, но до конца 1980-х годов в США её использовали для обеспечения ускоряющего напряжения в электронно-оптических преобразователях. Батарея, состоящая из сотен элементов, способна непосредственно питать газоразрядные лампы низкой мощности.

## Интересные факты

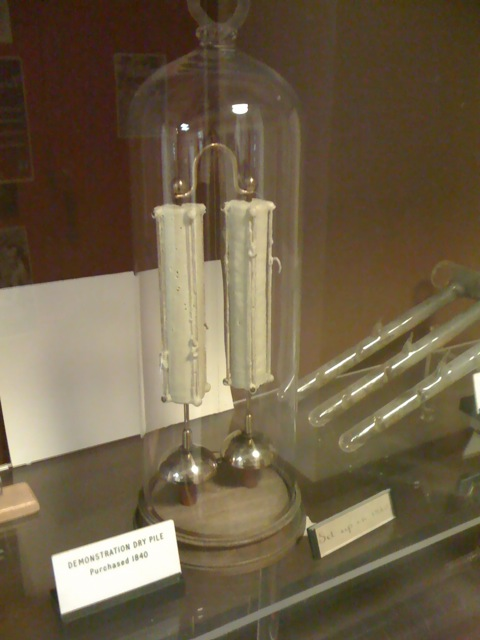
Оксфордский электрический звонок с двумя замбониевыми столбами

- По способности длительно генерировать ЭДС замбониев столб не уступает некоторым радиоизотопным термоэлектрическим генераторам на основе бета-активных изотопов.
- КПД элемента, рассчитанный по теплоте химической реакции, может значительно превысить 100 %. Здесь тем не менее нет никаких противоречий со вторым началом термодинамики, поскольку в работу может превращаться внешняя теплота, а продукты реакции не возвращаются в исходное состояние[5].
- В способности элемента функционировать несколько десятков лет немаловажную роль играет тепловое движение ионов (диффузионная кинетика).
- Знаменитый Оксфордский  электрический звонок, который непрерывно звонит с 1840 года, получает энергию от двух замбониевых столбов[6].
- Элементы Замбони использовал А. Л. Чижевский в своих опытах по ионизации воздуха радиоактивными элементами (в книге «На берегу Вселенной», стр.629, он называет их «столбиками Зомбони»)